# L3/35
A  Fiat-Ansaldo L3/35 vagy Carro Veloce CV–35 kisharckocsi az olasz hadsereg könnyűharckocsija volt a második világháborúban és az azt közvetlenül megelőző konfliktusokban. Alapja a CV33 Ansaldo volt, melyet 1933-ban terveztek. A CV35 ehhez képest kissé megnövelt hatótávolsággal, javított páncélzattal ellátott változat. A tervezési cél mozgékony, élőerő ellen hatékony és gyalogsági fegyverekkel nem leküzdhető páncélos harcjármű kialakítása volt. A jármű tervezésénél cél volt a hegyi terepen való használata, Olaszország és a Balkán földrajzi adottságai miatt, ezért volt szükség a kis méretre. Emellett gondoltak a jármű szállítására teherautókon, így egy nehéz terepjáró tehergépkocsi utánfutóval két páncélost, tudott szállítani nagy távolságra annak legénységével és üzemanyagával, ezt az afrikai és jugoszláviai harcokban ki is használta az olasz haderő. Ez azonban korlátozta a jármű tömegét. A tervezést az Ansaldo cég végezte, amely mindenféle műszaki cikk előállításával foglalkozott: repülőgép, mozdony, autó és tüzérségi fegyverek gyártásával is, így nagy tapasztalatuk volt a sorozatgyártásban.

## Felépítése
Az Ansaldo egy forgótorony nélküli, alacsony felépítésű kisharckocsi volt. Mindkét oldalán hat-hat bonyolult, kis méretű futógörgő volt, ezek látták el az igencsak sérülékeny lánctalp felfüggesztését. A harckocsit két fő kezelte. Egyikük vezette a harckocsit, a másik pedig a géppuskát kezelte. Az elülső páncélzat 13,5 mm-es volt, oldalt 8,5, hátul pedig 6 mm-es páncélzatot kapott. A meghajtásról egy 45 LE-s motor gondoskodott. Fegyverzete gyárilag ikergéppuska volt 2170 lőszerrel. Mivel Magyarország fegyvertelenül vásárolta meg az Ansaldókat, a magyar mérnökök 8 mm-es Gebauer ikergéppuskával helyettesítették az eredeti fegyverzetet. 1936 májusában született meg az az ötlet miszerint az Ansaldókat bukótoronnyal kéne ellátni, ami sokat bővítette a harckocsi igencsak szűkös felhasználhatósági területét.
Szükséges volt a személyzet megfigyelési lehetőségein javítani, mivel a kisharckocsiból szinte alig lehetett kilátni. Így megszületett az az ötlet hogy kisharckocsit ellátják egy parancsnoki kupolával amiben 7 darab figyelőprizmát helyeztek el. Összesen 45 darab Ansaldót szereltek fel ezzel a kupolával. Kormányműve botkormányos, a motort a test hátsó részében, keresztben helyezték el, így a motort üzemzavar esetén a küzdőtérből is lehetett javítani. Negatív tapasztalat volt, hogy a jármű a gyakorlatban nem volt belülről indítható, így ha harc közben lefulladt a motor akkor kiszállva kellett bekurblizni. A közvetlenül a vezető mögött található üzemanyagtartály találat esetén tűzveszélyes volt. A járműveket megpróbálták rádiókkal ellátni, de az ehhez szükséges páncéldobozok kialakításának (rádió és akkumulátor) súlytöbbletét túl nagynak ítélték meg a túlmelegedésre amúgy is hajlamos futómű képességeihez képest.

## Magyar vonatkozása
Még 1933-ban az Olasz–Magyar Fegyverzeti Bizottság megállapodott a kisharckocsi bemutatójában. A HTI a bemutató után rendszeresítését javasolta és 1935-ben 35M kisharckocsi néven rendszerbe állították. Fegyverzetét magyar gyártmányú 34/37M 8 mm-es Gebauer ikergéppuskára cserélték, 1936-ban a V–3 harckocsihoz fejlesztett bukótoronnyal látták el. Több kisebb kiegészítés után 1938-ra állt össze a harckocsi, ám ekkorra elavulttá vált: gyenge páncélzat, a parancsnok és vezető rossz kilátása, páncéltörő fegyverek és rádió hiánya jellemezte, így csak gyalogság elleni harcra vagy felderítésre volt alkalmas legfeljebb. 1941-ben megállapították, hogy már alapvető feladatainak ellátására, a menetbiztosításra és felderítésre is alkalmatlan. Ennek ellenére még hadrendben maradt és csak fokozatosan, 1942 nyaráig a Toldi harckocsik gyártásának ütemében vonták ki.
1942 közepétől csak kiképzési célokra használták. Ebben a szerepkörben azonban igen hasznos volt a típus, mert egy-egy (tipikusan jogosítvány nélküli) bevonultatott katona vezetővé való kiképzéséhez több száz km megtétele kellett. Ez jóval gazdaságosabb volt a kis páncélosokkal, mint egy Toldi vagy Turán harckocsival, ráadásul utóbbiak élettartalmát is növelte ha nem azokon zajlott az alapkiképzés, amelyek 1943-ra már így is 2-5000 km-t futottak. 

## Egyéb adatok
- Mászóképesség: 45°
- Gázlóképesség: 0,7 m
- Árokáthidaló képesség: 1,45 m
- Lőszerjavadalmazás:  2170 db 6,5mm-es vagy 2240 db 8mm-es géppuskalőszer (A L3/cc esetében 120 db 20mm-es nehézpuska lőszer. A L35/lf változatnál 520 liter üzemagyag a lángszóróhoz, utánfutón)[1]
- Üzemanyagtartály: 65 l

## Galéria

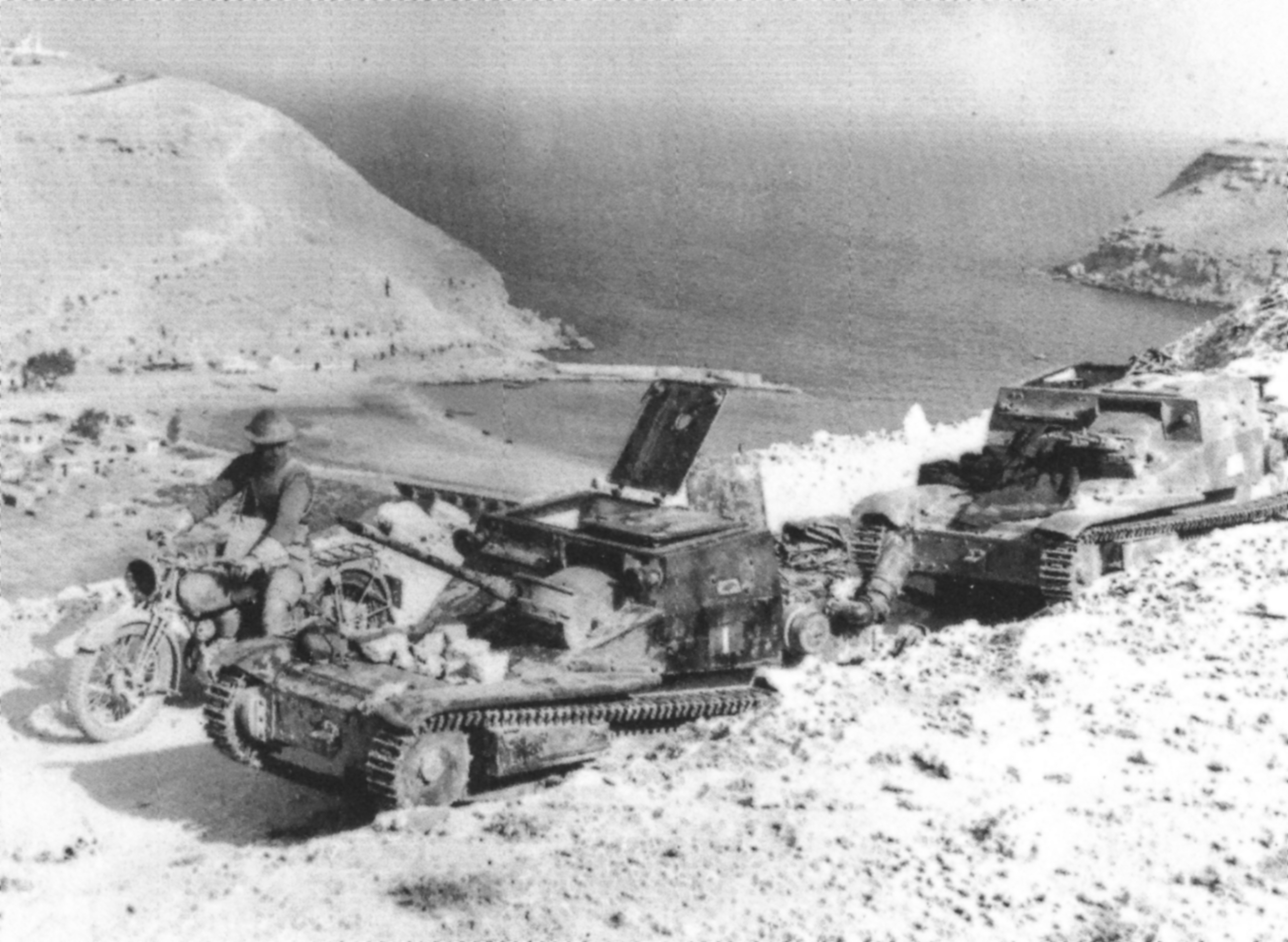
CV33-as Ansaldók a Compass hadműveletben, 1940-ben
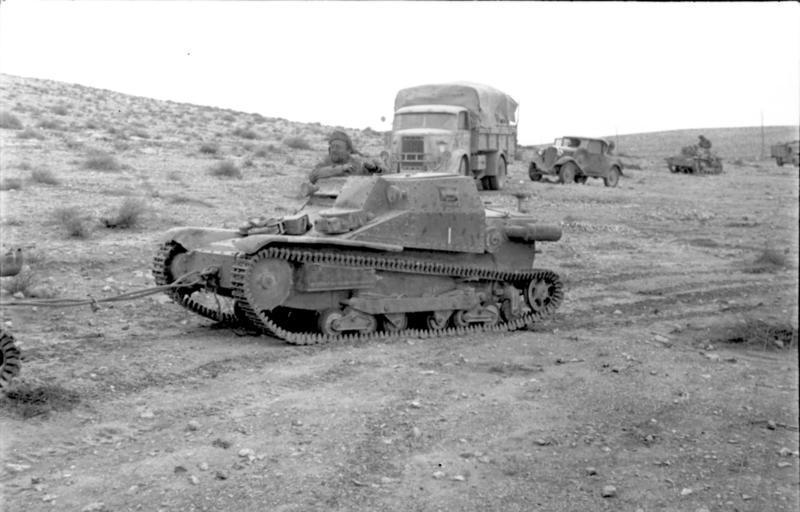
Ansaldo Észak-Afrikában, 1941. áprilisában
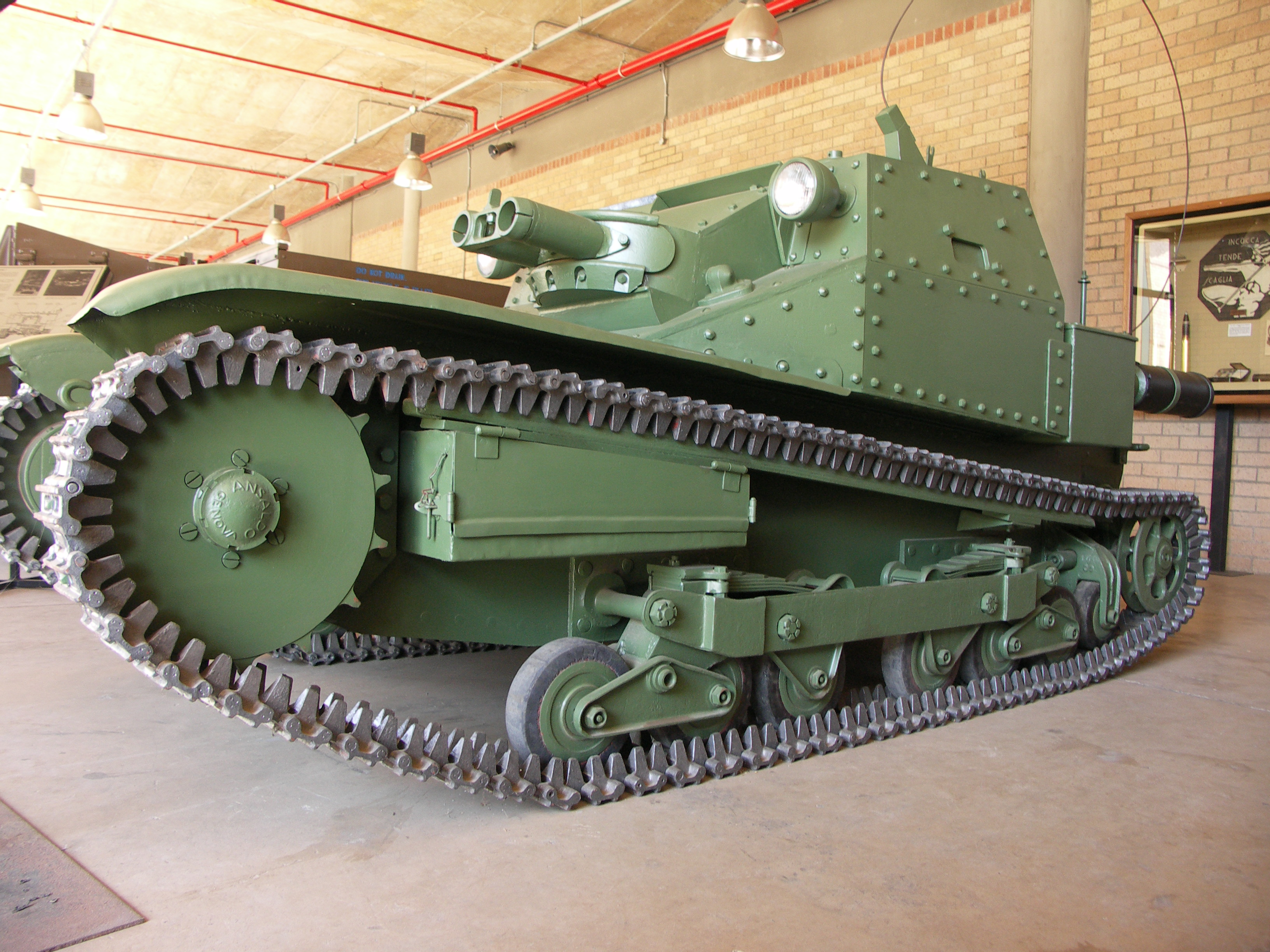
CV35-ös a dél-afrikai hadtörténeti múzeumban
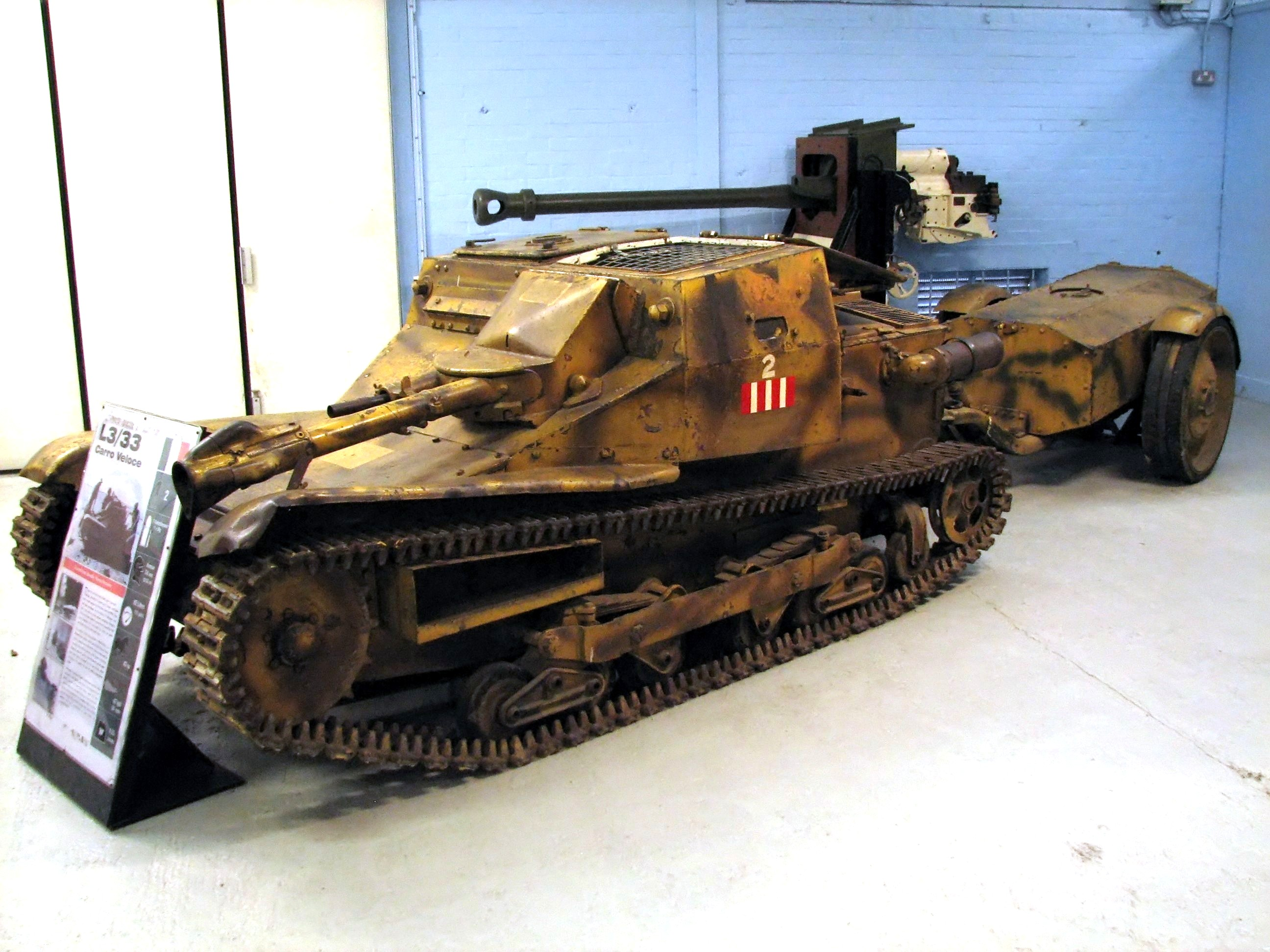
CV33-as lángszórós változata a bovingtoni harckocsimúzeumban